# GWR 439 Class
GWR 439 Class (прозвище Bicycle Class — Велосипеды) — тип из шести паровозов стандартной колеи с осевой формулой 1-2-0, разработанных  Джозефом Армстронгом для грузопассажирского движения по Большой западной железной дороге и построенных на суиндонском паровозостроительном заводе в 1868 году. Эти паровозы работали из депо северного отдела дороги между Вулвергемптоном и Честером.

## История
Паровозы получили на дороге номера 439—444. Рамы у них были внутренние, а подножки располагались выше движущих колёс, которые не были закрыты кожухами, отчего паровоз несколько напоминал скорее велосипед с брызговиками, отчего и получил прозвище.
Большинство паровозов этого типа было модернизировано на Вулвергемптонском заводе  Джорджем Армстронгом в 1885—1886 годах с приближением к традиционному облику, в том числе с большими кожухами. Модернизированные паровозы сначала работали на тех же маршрутах, а потом часть их была переведена южнее.